# Fodinella
Fodinella is een mosdiertjesgeslacht uit de familie van de Phidoloporidae en de orde Cheilostomatida. De wetenschappelijke naam ervan is in 2001 voor het eerst geldig gepubliceerd door Tilbrook, Hayward & Gordon.

## Soorten
- Fodinella atlantica Winston, Vieira & Woollacott, 2014
- Fodinella calyciformis (Philipps, 1900)
- Fodinella mucronata (Powell, 1967)
- Fodinella spinigera (Philipps, 1900)
- Fodinella tuberculata (Philipps, 1900)